# Potamites trachodus
Potamites trachodus — вид ящірок родини гімнофтальмових (Gymnophthalmidae). Ендемік Перу.

## Поширення і екологія
Potamites trachodus мешкають в горах Центрального хребта Перуанських Анд в регіоні Уануко, на висоті від 750 до 1600 м над рівнем моря.